# 休宁县
休宁县是中国安徽省黄山市下辖的一个县，位于安徽、江西、浙江三省交界处。休宁县是古徽州府一府六县之一，被誉为“中国第一状元县”。县人民政府駐海阳镇。区域总面积为2,126.18平方公里。

## 历史
东汉建安十三年（208年）建休阳县，距今已有1800余年。隋朝改为休宁县，隋文帝取休阳、海宁各一字，含“吉庆平宁”之意。
休宁为古徽州的“一府六县”之一，自古以来，休宁便以山水之美、林茶之富、商贾之多、文风之盛而名闻遐迩，被誉为“东南邹鲁”。

## 人口
根据(安徽省)黄山市第七次全国人口普查公报显示：休宁县常住人口为211456人，男性人口占比50.64%，女性人口占比49.36%，年龄结构中0-14岁占比14.64%，15-59岁占比58.42%，60岁以上占比26.95%，65岁以上占比20.94%。

## 行政区划
休宁县下辖10个镇、11个乡：
海阳镇、齐云山镇、万安镇、五城镇、东临溪镇、蓝田镇、溪口镇、流口镇、汪村镇、商山镇、山斗乡、岭南乡、渭桥乡、板桥乡、月潭湖镇、鹤城乡、源芳乡、榆村乡、龙田乡、璜尖乡和白际乡。

## 交通
休宁县区位优势突出，三省通衢，是交通枢纽重地。屯黄公路、 205国道、 237国道和慈张公路穿境而过， 徽杭高速、合铜黄、黄塔桃、在建的黄祁景、德上高速等6条高速公路。
距离高铁黄山北站5公里。

## 文化
休宁历史文化厚重，是徽州文化宝地。自宋嘉定十年（1217年）至清光绪六年（1880年），休宁出了19名文武状元，居全国各县之首。
休宁是徽文化的主要发祥地，也是徽商的主要发源地。邑产“徽墨”、“日规”等手工艺品驰名中外。

## 教育
高中：休宁中学

## 特产
- 五城茶干：中国地理标志产品。
- 松萝茶：中国地理标志产品。素有“药茶”之称。